# Municipio Tarvita
Das Municipio Tarvita (auch: Villa Orías) ist ein Verwaltungsbezirk im Departamento Chuquisaca im südamerikanischen Anden-Staat Bolivien.

## Lage im Nahraum
Das Municipio Tarvita ist eines von zwei Municipios der Provinz Azurduy und liegt im nördlichen Teil der Provinz. Es grenzt im Nordwesten an die Provinz Jaime Zudáñez und an das Departamento Potosí, im Westen an die Provinz Nor Cinti, im Süden und Südosten an das Municipio Azurduy und im Osten und Nordosten an die Provinz Tomina.
Das Municipio erstreckt sich zwischen 19° 33' und 20° 02' südlicher Breite und 64° 22' und 64° 47' westlicher Länge, es misst bis zu 55 Kilometer von Norden nach Süden und bis zu 42 Kilometer von Westen nach Osten.
Das Municipio umfasst 127 Gemeinden (localidades), der zentrale Ort des Municipio ist die Ortschaft Tarvita mit 960 Einwohnern (Volkszählung 2012) im südöstlichen Teil des Municipios.

## Geographie
Das Municipio Tarvita liegt zwischen dem Altiplano im Westen und dem Tiefland im Osten in einem der nord-südlich verlaufenden Seitentäler der bolivianischen Cordillera Central.
Das Klima der Region ist ein ausgesprochenes Tageszeitenklima, bei dem die Temperaturunterschiede zwischen Tag und Nacht deutlicher schwanken als die Durchschnittswerte zwischen Sommer und Winter. Die jährliche Durchschnittstemperatur liegt bei 14 °C (siehe Klimadiagramm Azurduy), die Monatswerte schwanken zwischen 10 °C im Juni/Juli und 16 °C im Dezember/Januar. Der Jahresniederschlag hat einen Wert von knapp 550 mm, mit einer Trockenzeit und monatlichen Werten unter 10 mm von Mai bis August, und Höchstwerten von 100 bis 110 mm von Dezember bis Februar.

## Bevölkerung
Die Einwohnerzahl ist zwischen 1992 und 2024 um etwa ein Drittel angestiegen:
| Jahr | Einwohner | Quelle       |
| ---- | --------- | ------------ |
| 1992 | 12.674    | Volkszählung |
| 2001 | 15.166    | Volkszählung |
| 2012 | 14.261    | Volkszählung |
| 2024 | 16.470    | Volkszählung |

Die Bevölkerungsdichte bei der letzten Volkszählung von 2024 betrug 12,4 Einwohner/km², der Alphabetisierungsgrad bei den über 6-Jährigen lag im Jahr 2001 bei 46,9 Prozent, und zwar 66,4 Prozent bei Männern und 35,5 Prozent bei Frauen. Die Lebenserwartung der Neugeborenen lag bei 54,9 Jahren, die Säuglingssterblichkeit war von 12,8 Prozent (1992) auf 10,1 Prozent im Jahr 2001 gesunken.
37,3 Prozent der Bevölkerung sprechen Spanisch, 96,1 Prozent sprechen Quechua und 0,1 Prozent Aymara. (2001)
90,1 Prozent der Bevölkerung haben keinen Zugang zu Elektrizität, 95,7 Prozent leben ohne sanitäre Einrichtung (2001).
49,5 Prozent der 3.101 Haushalte besitzen ein Radio, 3,0 Prozent einen Fernseher, 7,3 Prozent ein Fahrrad, 0,1 Prozent ein Motorrad, 0,5 Prozent ein Auto, 1,3 Prozent einen Kühlschrank, und 0,0 Prozent ein Telefon. (2001)

## Politik
Ergebnis der Regionalwahlen (concejales del municipio) vom 4. April 2010:
| Wahl- berechtigte |  | Wahl- beteiligung | gültige Stimmen |  | MAS-IPSP | PAIS   | LIDER |
| ----------------- |  | ----------------- | --------------- |  | -------- | ------ | ----- |
| 4.772             |  | 4.052             | 3.288           |  | 2.293    | 778    | 217   |
|                   |  | 84,9 %            | 81,1 %          |  | 69,7 %   | 23,7 % | 6,6 % |

Ergebnis der Regionalwahlen (elecciones de autoridades políticas) vom 7. März 2021:
| Wahl- berechtigte |  | Wahl- beteiligung | gültige Stimmen |  | CST     | MAS-IPSP | BSTH   | MNR    | C-A    | UNIDOS |
| ----------------- |  | ----------------- | --------------- |  | ------- | -------- | ------ | ------ | ------ | ------ |
| 5.776             |  | 4.912             | 4.059           |  | 2.014   | 1.950    | 29     | 29     | 19     | 18     |
|                   |  | 85,04 %           | 82,63 %         |  | 49,62 % | 48,04 %  | 0,71 % | 0,71 % | 0,47 % | 0,44 % |

## Gliederung
Das Municipio untergliederte sich bei der Volkszählung von 2012 in die folgenden drei Kantone (cantones):
- 01-0202-01 Kanton Tarvita – 40 Ortschaften – 4.964 Einwohner (2001: 3.943 Einwohner)
- 01-0202-02 Kanton Mariscal Braun – 58 Ortschaften – 6.902 Einwohner (2001: 8.368 Einwohner)
- 01-0202-03 Kanton San Pedro – 29 Ortschaften – 2.395 Einwohner (2001: 2.855 Einwohner)

## Ortschaften im Municipio Tarvita
- Kanton Tarvita
  - Tarvita 960 Einw. – Molleni 495 Einw. – El Salto 384 Einw.

- Kanton Mariscal Braun
  - Pampa Huasi 707 Einw. – La Sillada 574 Einw. – Capactala 390 Einw. – Pampas de Leque 109 Einw.

- Kanton San Pedro
  - San Pedro 535 Einw. – Tarea Pampa 206 Einw. – Trigo Loma 96 Einw.